# 회색배피그미쥐
회색배피그미쥐(Mus triton)는 쥐과 생쥐속에 속하는 설치류의 일종이다. 앙골라와 부룬디, 콩고민주공화국, 케냐, 말라위, 모잠비크, 르완다, 탄자니아, 우간다, 잠비아에서 발견된다. 자연 서식지는 아열대 또는 열대 기후 지역의 습윤 저산대 숲과 계절성 습윤 또는 홍수림 저지대 초원, 고지대 초원, 농경지 등이다.